# نادي غزة لركوب الأمواج (فلم)
فيلم نادي غزة لركوب الأمواج (بالإنجليزية: Gaza Surf Club) هو فيلم وثائقي ألماني أنتج عام 2016 من إخراج فيليب جنات، وميكي يمين. تم عرضه في قسم الأفلام الوثائقية في مهرجان تورنتو السينمائي الدولي السنوي الواحد والأربعين في عام 2016.

## وصلات خارجية
- مقالات تستعمل روابط فنية بلا صلة مع ويكي بيانات

- فيلم نادي غزة لركوب الأمواج  في قاعدة بيانات الأفلام على الإنترنت (بالإنجليزية)